# 周希賢 (萬曆進士)
周希賢（1544年—？），字司謙，福建興化府莆田縣人，民籍，明朝政治人物。

## 生平
嘉靖四十三年（1564年）甲子科福建鄉試第七十八名舉人，萬曆二年（1574年）中式甲戌科會試第三十六名，二甲第二名進士。授瓊山縣知縣，調宣化縣知縣，升瓊州府知府，九年（1581年）調金華府知府，十九年（1591年）九月升雲南按察司副使。

## 家族
曾祖周政；祖父周晧；父周天祥，母黃氏。慈侍下。兄周希書、周希臣、周希正，弟周希遇。